# Materialisme econòmic
El materialisme, en el context individual, és la importància que una persona atribueix a l'adquisició i consum de béns materials. L'ús del terme materialista per descriure la personalitat d'un individu o d'una societat tendeix a tenir una connotació negativa o crítica. Sovint s'associa amb un sistema de valors que considera que l'estatus social està determinat per la riquesa (veure consum conspicu), així com la creença que les possessions poden proporcionar felicitat. L'ecologisme es pot considerar una orientació competencial al materialisme.
També es pot considerar aquest materialisme com una forma pragmàtica d'interès personal il·lustrat basat en una comprensió prudent del caràcter de l'economia i de la societat que estan orientades al mercat. Tanmateix, els estudis han trobat que també s'associa amb comportament i depressió autodestructius.